# Коваленко Петро Іванович (доктор технічних наук)
Петро́ Іва́нович Ковале́нко  (* 5 січня 1939, селище Пальміра Золотоніського району) — доктор технічних наук, професор, академік Національної академії аграрних наук України, член Російської академії сільськогосподарських наук та Італійської аграрної академії Georgofili, заслужений діяч науки і техніки, лауреат Державної премії України (1998).

## З життєпису
В 1962 р. закінчив Інститут інженерів водного господарства, аспірантуру в Київському інженерно-будівельному інституті. Протягом 1962—1974 рр. — старший інженер, керівник групи, завідувач відділу, заступник головного інженера інституту Укрдіпроводгосп Міністерства меліорації і водного господарства УРСР. У 1974 р. призначений директором УкрНДІГіМ (нині Інституту водних проблем і меліорації).
Упродовж 1966—1970 рр. навчався в аспірантурі (заочне відділення) Київського інженерно-будівельного інституту під керівництвом професора В. В. Смислова. У 1970 р. в Українському інституті інженерів водного господарства захистив кандидатську дисертацію на тему: «Дослідження пристроїв для автоматичного регулювання рівнів води в каналах зрошувальних систем», а у 1975 р. у Московському гідромеліоративному інституті — докторську дисертацію на тему: «Принципи проектування та методи розрахунків міжгосподарської автоматизованої меліоративної мережі рівнинних територій».
П. І. Коваленком опубліковано понад 400 наукових праць, 14 книг, в тому числі 1 підручник. Його розробки захищено 24 авторськими свідоцтвами та патентами. За науковою редакцією вченого опубліковано 56 наукових збірників, книг та наукових праць з питань гідротехніки і меліорації земель, водного господарства, технології будівництва й експлуатації гідромеліоративних систем. У 1982 р. присвоєно вчене звання професора.
Створив наукову школу, під його керівництвом захищено близько 50 докторських і 380 кандидатських дисертацій. Досягнення академіка П. І. Коваленка отримали високу державну оцінку. Він лауреат Державної премії України в галузі науки і техніки (1998), лауреат Премії Української академії аграрних наук «За видатні досягнення в аграрній науці», йому присвоєно почесне звання заслуженого діяча науки і техніки України, нагороджено орденами «Знак Пошани» і «За заслуги» ІІІ і ІІ ступенів, багатьма медалями.
Автор фундаментальних та прикладних праць з керування технологічними процесами на гідромеліоративних системах, створення досконалих конструкцій водогосподарських комплексів і систем автоматизованого керування ними.
Віце-президент Міжнародної комісії з іригації і дренажу МКІД, Міжнародної асоціації гідравлічних досліджень, голова Українського національного комітету МКІД, голова Товариства меліораторів та водогосподарників України, заступник головного редактора журналу «Вісник аграрної науки», реферативного журналу «Агропромисловий комплекс України», відповідальний редактор міжвідомчого наукового збірника «Меліорація і водне господарство».